# Championnats du monde de lutte 1967
Les Championnats du monde de lutte 1967 se sont tenus du 12 au 14 novembre à New Delhi au Inde pour la lutte libre et du 1er au 3 septembre à Bucarest en Roumanie pour la lutte gréco-romaine.

## Podiums

### Hommes

#### Lutte libre
| Épreuves | Or                     | Argent                   | Bronze                   |
| -------- | ---------------------- | ------------------------ | ------------------------ |
| 52 kg    | Shigeo Nakata (JPN)    | Rick Sanders (USA)       | Oh Jung-yong (KOR)       |
| 57 kg    | Ali Aliyev (URS)       | Bishambar Singh (IND)    | Aboutaleb Talebi (IRN)   |
| 63 kg    | Masaaki Kaneko (JPN)   | Yelkan Tedeyev (URS)     | Michael Young (USA)      |
| 70 kg    | Abdollah Movahed (IRN) | Zarbeg Beriashvili (URS) | Enyu Valchev (BUL)       |
| 78 kg    | Daniel Robin (FRA)     | Guram Sagaradze (URS)    | Tatsuo Sasaki (JPN)      |
| 87 kg    | Boris Gurevich (URS)   | Francisc Balla (ROU)     | Jigjidiin Mönkhbat (MGL) |
| 97 kg    | Ahmet Ayık (TUR)       | Shota Lomidze (URS)      | Said Mustafov (BUL)      |
| +97 kg   | Aleksandr Medved (URS) | Osman Duraliev (BUL)     | Larry Kristoff (USA)     |

#### Lutte gréco-romaine
| Épreuves | Or                      | Argent                 | Bronze                   |
| -------- | ----------------------- | ---------------------- | ------------------------ |
| 52 kg    | Vladimir Bakulin (URS)  | Cornel Turturea (ROU)  | Imre Alker (HUN)         |
| 57 kg    | Ion Baciu (ROU)         | János Varga (HUN)      | Tsutomu Hanahara (JPN)   |
| 63 kg    | Roman Rurua (URS)       | Simion Popescu (ROU)   | Hideo Fujimoto (JPN)     |
| 70 kg    | Eero Tapio (FIN)        | Antal Steer (HUN)      | Vahap Pehlivan (TUR)     |
| 78 kg    | Viktor Igumenov (URS)   | Rudolf Vesper (GDR)    | Jan Kårström (SWE)       |
| 87 kg    | László Sillai (HUN)     | Valentin Olenik (URS)  | Wacław Orłowski (POL)    |
| 97 kg    | Nikolay Yakovenko (URS) | Boyan Radev (BUL)      | Nicolae Martinescu (ROU) |
| +97 kg   | István Kozma (HUN)      | Anatoly Roshchin (URS) | Petr Kment (TCH)         |